# Fidži na letních olympijských hrách
Fidži na letních olympijských hrách startuje od roku 1956. Toto je přehled účastí, medailového zisku a vlajkonošů na dané sportovní události.

## Účast na Letních olympijských hrách
| Dějiště LOH            | LOH      | Vlajkonoš                      | Zlatá medaile | Stříbrná medaile | Bronzová medaile | Celkem |
| ---------------------- | -------- | ------------------------------ | ------------- | ---------------- | ---------------- | ------ |
| 1956 Melbourne         | LOH 1956 | nebyl                          |               |                  |                  | 0      |
| 1960 Řím               | LOH 1960 | nebyl                          |               |                  |                  | 0      |
| 1964 Tokio             | 1964     |                                |               |                  |                  | Ne     |
| 1968 Ciudad de México  | LOH 1968 | nebyl                          |               |                  |                  | 0      |
| 1972 Mnichov           | LOH 1972 | Usaia Sotutu                   |               |                  |                  | 0      |
| 1976 Montréal          | LOH 1976 | Miriama Tuisorisori            |               |                  |                  | 0      |
| 1980 Moskva            | 1980     |                                |               |                  |                  | Ne     |
| 1984 Los Angeles       | LOH 1984 | Viliame Takayawa               |               |                  |                  | 0      |
| 1988 Soul              | LOH 1988 | Viliame Takayawa               |               |                  |                  | 0      |
| 1992 Barcelona         | LOH 1992 | Viliame Liga                   |               |                  |                  | 0      |
| 1996 Atlanta           | LOH 1996 | Jone Delai                     |               |                  |                  | 0      |
| 2000 Sydney            | LOH 2000 | Tony Philp                     |               |                  |                  | 0      |
| 2004 Athény            | LOH 2004 | Sisilia Rasokisoki             |               |                  |                  | 0      |
| 2008 Peking            | LOH 2008 | Makelesi Bulikiobo             |               |                  |                  | 0      |
| 2012 Londýn            | LOH 2012 | Josateki Naulu                 |               |                  |                  | 0      |
| 2016 Rio de Janeiro    | LOH 2016 | Osea Kolinisau                 | 1             |                  |                  | 1      |
| 2020 Tokio             | LOH 2020 | Rusila Nagasau Taichi Vakasama | 1             |                  | 1                | 2      |
| 2024 Paříž             | LOH 2024 |                                |               |                  |                  | x      |
| Celkem                 | 15       |                                | 2             | 0                | 1                | 1      |
| Zdroj na Olympedia.org |          |                                |               |                  |                  |        |